# Khassan Baiev
 (janvier 2022).
La mise en forme du texte ne suit pas les recommandations de Wikipédia : il faut le « wikifier ».
Les points d'amélioration suivants sont les cas les plus fréquents. Le détail des points à revoir est peut-être précisé sur la page de discussion.
- Les titres sont pré-formatés par le logiciel. Ils ne sont ni en capitales, ni en gras.
- Le texte ne doit pas être écrit en capitales (les noms de famille non plus), ni en gras, ni en italique, ni en « petit »…
- Le gras n'est utilisé que pour surligner le titre de l'article dans l'introduction, une seule fois.
- L'italique est rarement utilisé : mots en langue étrangère, titres d'œuvres, noms de bateaux, etc.
- Les citations ne sont pas en italique mais en corps de texte normal. Elles sont entourées par des guillemets français : « et ».
- Les listes à puces sont à éviter, des paragraphes rédigés étant largement préférés. Les tableaux sont à réserver à la présentation de données structurées (résultats, etc.).
- Les appels de note de bas de page (petits chiffres en exposant, introduits par l'outil «  Source ») sont à placer entre la fin de phrase et le point final[comme ça].
- Les liens internes (vers d'autres articles de Wikipédia) sont à choisir avec parcimonie. Créez des liens vers des articles approfondissant le sujet. Les termes génériques sans rapport avec le sujet sont à éviter, ainsi que les répétitions de liens vers un même terme.
- Les liens externes sont à placer uniquement dans une section « Liens externes », à la fin de l'article. Ces liens sont à choisir avec parcimonie suivant les règles définies. Si un lien sert de source à l'article, son insertion dans le texte est à faire par les notes de bas de page.
- La présentation des références doit suivre les conventions bibliographiques. Il est recommandé d'utiliser les modèles {{Ouvrage}}, {{Chapitre}}, {{Article}}, {{Lien web}} et/ou {{Bibliographie}}. Le mode d'édition visuel peut mettre en forme automatiquement les références.
- Insérer une infobox (cadre d'informations à droite) n'est pas obligatoire pour parachever la mise en page.

Pour une aide détaillée, merci de consulter Aide:Wikification.
Si vous pensez que ces points ont été résolus, vous pouvez retirer ce bandeau et améliorer la mise en forme d'un autre article.
Khassan Baiev (russe : Хаса́н Жуни́дович Баи́ев ; tchétchène : Хасан Баиев), né le 4 avril 1963, est un chirurgien tchétchène et américain d'origine tchétchène. Il a réalisé de nombreuses opérations dans des conditions extrêmes pendant la seconde guerre de Tchétchénie. Il est notamment connu comme l'auteur de ses deux mémoires de chirurgien durant la guerre The Oath: A Surgeon Under Fire et Grief of My Heart: Memoirs of a Chechen Surgeon, publiées en français sous le nom Le serment tchétchène, un chirurgien dans la guerre.

## Biographie

### Origines et enfance
Khassan Baiev naît à Alkhan-Kala, dans la banlieue de Grozny, le 4 avril 1963. Son père, herboriste de profession, sert dans l'Armée rouge soviétique et est blessé durant la Seconde Guerre mondiale. Il est déporté au Kazakhstan lors des déportations forcées de la majorité des Tchétchènes vers l'Asie centrale en février 1944. Les parents de Khassan Baiev reviennent en Tchétchénie en 1959, après la permission de Nikita Khrouchtchev donnée aux Tchétchènes de rentrer chez eux durant la campagne de déstalinisation.
De santé fragile, Khassan Baiev pratique les arts martiaux pour surmonter ses faiblesses physiques. À la fin de son adolescence, il est judoka ceinture noire, remportant des compétitions nationales. Il s'oriente vers une carrière prometteuse d'entraîneur dans l'Union soviétique. Cependant, Khassan Baiev souhaite également devenir médecin, car ses sœurs sont infirmières et son père herboriste. Selon ses mots, il a « toujours voulu faire quelque chose qui serait au service de la société ». Khassan Baiev est admis à l'Institut Médical de Krasnoïarsk, en Sibérie en 1980  et se spécialise en chirurgie maxillo-faciale.

### Carrière
En 1985, Khassan Baiev sort diplômé de l'Institut Médical de Krasnoïarsk et commence sa formation de chirurgien spécialiste. Il retourne en Tchétchénie en 1988 et y devient chirurgien plastique. Au début des années 1990, il part à Moscou pour une formation supplémentaire ; il déclare :
À Moscou, 75 % de mes patients étaient des personnes qui voulaient des liftings et des abdominoplasties, tandis que 25 % étaient des victimes d'accidents. Les gens venaient de l'étranger - Suède, Allemagne, Suisse - pour la chirurgie plastique parce que nous proposions ces opérations à un dixième de leur coût dans leur pays. J'aurais pu rester à Moscou, mais en 1994, il était clair que la guerre allait éclater, et j'ai décidé qu'il était de mon devoir d'aider mes compatriotes tchétchènes." 
En 2000, Khassan Baiev est le seul chirurgien pour près de 80 000 habitants dans la région de Grozny, la capitale de la Tchétchénie. Durant la guerre, il effectue notamment 67 amputations et huit opérations cérébrales sur une période de 48 heures. Parmi ses patients, il compté les chefs rebelles Shamil Bassaïev et Salman Raduyev. Respectant son serment d'Hippocrate de soigner toute personne le nécessitant, il opère des combattants tchétchènes et russes. Les deux parties au conflit considèrent ces actes comme une trahison, et de multiples menaces de mort sont proférées à son encontre.
En conséquence, l'organisation humanitaire Physicians for Human Rights parrainent Khassan Baiev pour une demande d'asile politique aux États-Unis pendant la seconde guerre de Tchétchénie. Khassan Baiev arrive à Washington, DC en avril 2000. Sa famille le rejoint aux États-Unis dix mois plus tard ; Khassan Baiev et sa famille s'installent à Needham, dans le Massachusetts.
Depuis 2008, le Dr Khassan Baiev travaille en pédiatrie à Grozny, en particulier pour des déformations du visage et les membres amputés.

## Ouvrages
- Le serment tchétchène: un chirurgien dans la guerre (2004)
- Grief of My Heart: Memoirs of a Chechen Surgeon (2005)